# Xóchitl Zagal Ramírez
Xóchitl Nashielly Zagal Ramírez (Ciudad de México, 28 de agosto de 1990) es una política mexicana, integrante del partido Movimiento Regeneración Nacional (Morena). Ha sido en dos ocasiones diputada federal.

## Biografía
Es licenciada en Diseño y Comunicación Visual por la Universidad Nacional Autónoma de México (UNAM), tiene estudios de diplomado en Comunicación Política y Campañas Electorales; asi como en otros rubros como el 6th Summer Institute on Migration and Global Health y un curso de hidroponia en la UNAM.
De 2006 a 2008 fue técnica auxiliar de fotografía, laboratorista y prensa en el Colegio Indoamericano, S. C., de 2013 a 2015 fue directora de la empresa «Creaciones Canela». En 2011 participó en la campaña del candidato a gobernador del Partido de la Revolución Democrática (PRD) Alejandro Encinas Rodríguez; en 2012 se unió a Morena y de se año a 2015 fue secretaria de comunicación, difusión y propaganda del comité estatal y de 2014 a 2015 representante en la Comisión de Acceso a Medios del Instituto Electoral del Estado de México; de 2016 a 2017 fue coordinadora de organización territorial de Morena.
En 2018 fue candidata de la coalición Juntos Haremos Historia a diputada federal por el Distrito 7 del estado de México. Logró la victoria al recibir el 51.15% de los votos, frente al 26.23% de su competidora de la coalición Por México al Frente María Juana Rojas Coate. En la LXIV Legislatura de dicho año al de 2021 fue integrante de las comisiones de Cultura y Cinematografía; de Medio Ambiente, Sustentabilidad, Cambio Climático y Recursos Naturales; y, de Relaciones Exteriores.
Sin embargo, se separó del cargo mediante licencia el 24 de enero de 2020 y no volvió a ejercerlo, al ser elegida secretaria de Organización del comité nacional de Morena; permaneciendo en dicho cargo hasta 2022. En 2021 fue postulada nuevamente candidata de Morena a diputada federal por el distrito 7, pero en esta ocasión resultó derrotada al recibir el 36.68% de los votos, frente al 46.21% de su competidora de la coalición Va por México, Joanna Felipe Torres. En 2023 fue promotora del voto en la campaña electoral de la candidata a gobernadora Delfina Gómez Álvarez.
En 2024 fue postulada por tercer ocasión candidata a diputada por el Distrito 7 por la coalición Sigamos Haciendo Historia, logrando el triunfo con el 52.22% de los votos, frente al 36.68% del candidato de la coalición Fuerza y Corazón por México Francisco Rojas Cano. Resultando elegida para la LXVI Legislatura de 2024 a 2027.